# Vlaďka Prachařová
Vlaďka Prachařová (* 23. března 1944 Brno) je česká zpěvačka.

## Život
Zpívat začala již jako studentka gymnázia, později ve skupině Petra Kořínka, který byl jejím manželem v letech 1969–1978. Po úspěchu na soutěži Intertalent se stala členkou skupiny Evy Pilarové.
Podle vlastních slov z roku 1973 se věnovala sportovní gymnastice; v roce, kdy byl rozhovor veden, zpívala s Jaromírem Mayerem a jeho skupinou a byla již profesionální zpěvačkou.
Zpívala jak sólově, tak v duetech s Karlem Zichem. V roce 1972 se umístila v anketě Zlatý slavík na 19. místě, v dalších letech ve třetí a čtvrté desítce v kategorii zpěvaček. Na konci 70. let pomalu vymizela z povědomí a na začátku 80. let natočila několik posledních písniček pro rozhlas. 
Údajně žije na pražských Vinohradech.[zdroj⁠?!]

## Diskografie

### SP
- 1970 Hele Kid / Hrací strojek
- 1971 Poslouchej / Ekvipáž
- 1971 Pod oblohou
- 1971 Dávej, co máš
- 1971 Nejdu, nejdu ven / Jako louka v létě
- 1972 Anděl strážný / Nohatá holka
- 1973 Kniha džunglí / Lidem píseň, řekám proud
- 1973 První smích, první pláč / Dám ti darem déšť s Karlem Zichem
- 1973 Co je štěstí / Láska není jed
- 1974 Bělostné vozy mé lásky / Sladké dítko
- 1975 Chci mít dům, kde bydlí čápi / Poprvé, podruhé, potřetí

### Účast na LP
- 1971 Brněnské kolo, Náměsíčná s Petrem Kořínkem
- 1978 Mužů den žen, Taneček
- 1978 Přátelství písní, Podej ruku právě včas

### Rozhlasové nahrávky
- 1973 Kroků pár
- 1973 Dost
- 1975 Sedm bílých koní
- 1975 Láska ve snu
- 1978 Blues dlažebních kostek
- 1980 To ti teď říkám
- 1980 Expres fox
- 1981 Obraz
- 1982 Až přijdeš k našim dveřím
- 1982 Noci jsou plné záhad

### Ostatní písně
- 1970 Souhvězdí
- 1970 Čekej dál
- 1971 Hello,bije půl
- 1971 Džo Džo písnička
- 1971 Svátek nekřtěnejch
- 1971 Táhni se svým hříchem dál
- 1972 Ztracený klid
- 1973 Mistr Flint
- 1978 Blues dlažebních kostek

### Televize
- 1971 Brněnské kolo (hudebně-zábavní pořad)
- 1983 Možná přijde i kouzelník (hudebně-zábavní pořad)